# Carl Wilhelm Witterstätter
Karl Wilhelm Witterstätter (Oppenheim, 1884 – Oppenheim, 7 de outubro de 1964) foi um pioneiro da aviação alemão.

## Vida
Witterstätter completou seus estudos sobre dirigíveis e engenharia aeroespacial na Universidade Técnica de Darmstadt como engenheiro diplomado. Em 1910 começou sua carreira de aviador na escola de aviação de August Euler em Darmstadt, onde obteve em 17 de janeiro de 1911 o brevê de piloto alemão número 52. Pertenceu assim aos denominados "antigos águias".“.